# Артур Ребер
Артур Ребер (1940) — американский когнитивный психолог. Член Американской ассоциации содействия развитию науки (англ. AAAS), Ассоциации психологической науки (англ. Association for Psychological Science, APS), участник Программы Фулбрайта. Известен благодаря введению понятия имплицитного научения и за использование принципов эволюционной биологии для объяснения того, как имплицитные (или бессознательные) когнитивные функции дифференциируются от осознаваемых.

## Карьера
Артур Ребер родился в Филадельфии в 1940 году. В 1961 в Пенсильванском университете получил степень бакалавра в области психологии, работая с Джастином Аронфридом и Ричардом Соломоном. Магистерскую степень (1965) и степень Ph.D. (1967) Ребер получал в Университете Брауна под руководством Ричарда Милварда. С 1966 по 1970 он преподавал в Университете Британской Колумбии, затем в Бруклинском колледже и в аспирантуре Городского университета Нью-Йорка. В 1998 году был назначен на должность профессора психологии в Бруклинском колледже. 1977-78 годы он провёл в должности фулбрайтовского профессора в университете Инсбрука (Австрия), а 1995-96 в качестве приглашённого преподавателя в Уэльского университета. В 2005 Ребер вышел на пенсию, сохранив должность нештатного профессора в Университете Британской Колумбии (Ванкувер, Канада) и продолжая работать вместе с коллегами и бывшими студентами.

## Исследования

### Имплицитное научение
Темой диссертации Ребера была демонстрация имплицитного научения — научения, происходящего без осознавания того, что именно является его предметом. В экспериментах использовались методы  научения искусственным грамматикам: испытуемые запоминали строчки букв, которые выглядели случайными, но на самом деле были сгенерированы согласно набору правил. После этапа научения испытуемые могли определять, являются ли новые строчки «грамматическими» (то есть, соответствующими правилам) или «неграмматическими» (то есть, нарушающими правила). При этом испытуемые не могли назвать правила, которыми они руководствовались при выборе ответа. Эти процессы имеют много общего с понятием интуиции, которую имеют в виду, говоря о том, что люди могут принимать эффективные решения не зная как именно они к ним пришли. Вышедшая в 1993-м году книга Ребера Implicit Learning and Tacit Knowledge: An Essay on the Cognitive Unconscious описывает ранние этапы исследований по этой теме.
Для исследования бессознательны когнитивных функций было разработано множество техник, исследовались также близкие темы: имплицитная память, тест имплицитных ассоциаций, роль имплицитного научения в усвоении языка и социализации, был основан межнациональный, межуниверситетский проект Implicit (англ. Project Implicit).
Не все исследователи согласны с тем, что бессознательные когнитивные функции обязательно лежат за пределами сознания. Девид Шанкс, Пьер Перруше и Ли Брукс приводят доказательства того, что имплицитное или неявное знание на самом деле может быть доступно сознанию и что большая часть такого знания основана не на усвоении правил или паттернов, а на запоминании конкретных примеров и экземпляров.

### Происхождение сознания
Ребер утверждает, что человеческое сознание должно рассматриваться как один из полюсов континуума субъективных, феноменальных  состояний, которые могут быть прослежены вплоть до обычной (ре)активности органических форм и не являются чем-то особенным в нашей вселенной. Сознание стоит рассматривать так же, как мы рассматриваем, например, память — не как единичный предмет, а как обозначение ряда функций, имеющих общее функциональное ядро. Ребер отмечает, что когнитивные психологи и нейроучёные вполне удовлетворены, считая что память берёт начало в базовых процессах клеточной биологии (как показал Эрик Кандел), хотя в то же время признают разнообразие сложных форм, присущих людям, и находящихся в едином непрерывном ряду с примитивными формами.

### Лексикография
В 1985 году Ребер создал «Психологический словарь» (англ. Dictionary of Psychology), в настоящее время выпускающийся в четвёртом издании. В третьем издании соавтором Ребера была его дочь Эмилия Ребер, а в последнем участвовала также его жена, Рианнон Аллен. Словарь был переведён на шесть языков, и в общей сложности было продано около полумиллиона экземпляров.